# Gröndal, Uppsala kommun
Gröndal är en by i Tensta socken i Uppsala kommun, mellersta Uppland.
Gröndal ligger cirka 6 kilometer från Björklinge. Byn består av enfamiljshus samt bondgårdar. 
Länsväg C 766 passerar byn.